# Барабаш, Миклош
Ми́клош Ба́рабаш (венг. Barabás Miklós; 10 февраля 1810, Мэркуша, Ковасна — 12 февраля 1898[…], Будапешт) — венгерский художник — портретист и пейзажист. Обрёл признание и известность ещё при жизни. Знаменит своими портретами деятелей политики, культуры и искусства Венгрии.

## Биография
Миклош Барабаш — трансильванский венгр. Среднее образование получил в реформатском колледже Надь-Энеда (Nagyenyed), где учился в аспирантуре и преподавал его дядя Миклош Гаал. Затем Миклош изучал искусство в столице Австрии городе Вене в Академии изобразительных искусств в 1829—1830 годах. 
В 1830 году обучался мастерству литографии у Габора Барры в Клуже. В 1831 году уехал на два года в Бухарест, где получил опыт портретной живописи. В 1834—1835 годах путешествовал по Италии. В 1836—1838 годах возобновил учёбу в Будапеште. Окончательно обосновался в Будапеште после 1840 года. Запечатлел многих выдающихся современников, а также создал документальные портреты исторических героев Венгрии, Трансильвании и Хорватии. В 1867 году был избран депутатом Венгерского парламента.
На творчество Барабаша оказали влияние вкусы, господствовавшие в Вене. Его портреты, часто небольшого формата, несут отпечаток бидермейера. Многие работы Барабаша представлены в экспозиции Венгерской национальной галереи. Похоронен на кладбище Керепеши, могилу украшает памятник работы Эдуарда Тельча.

## Галерея

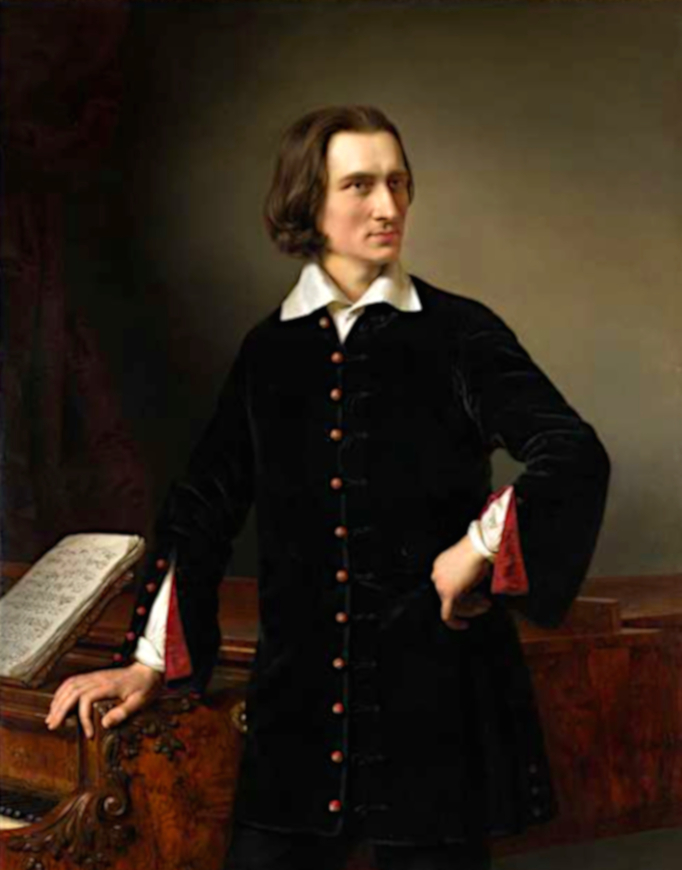
Портрет Ференца Листа
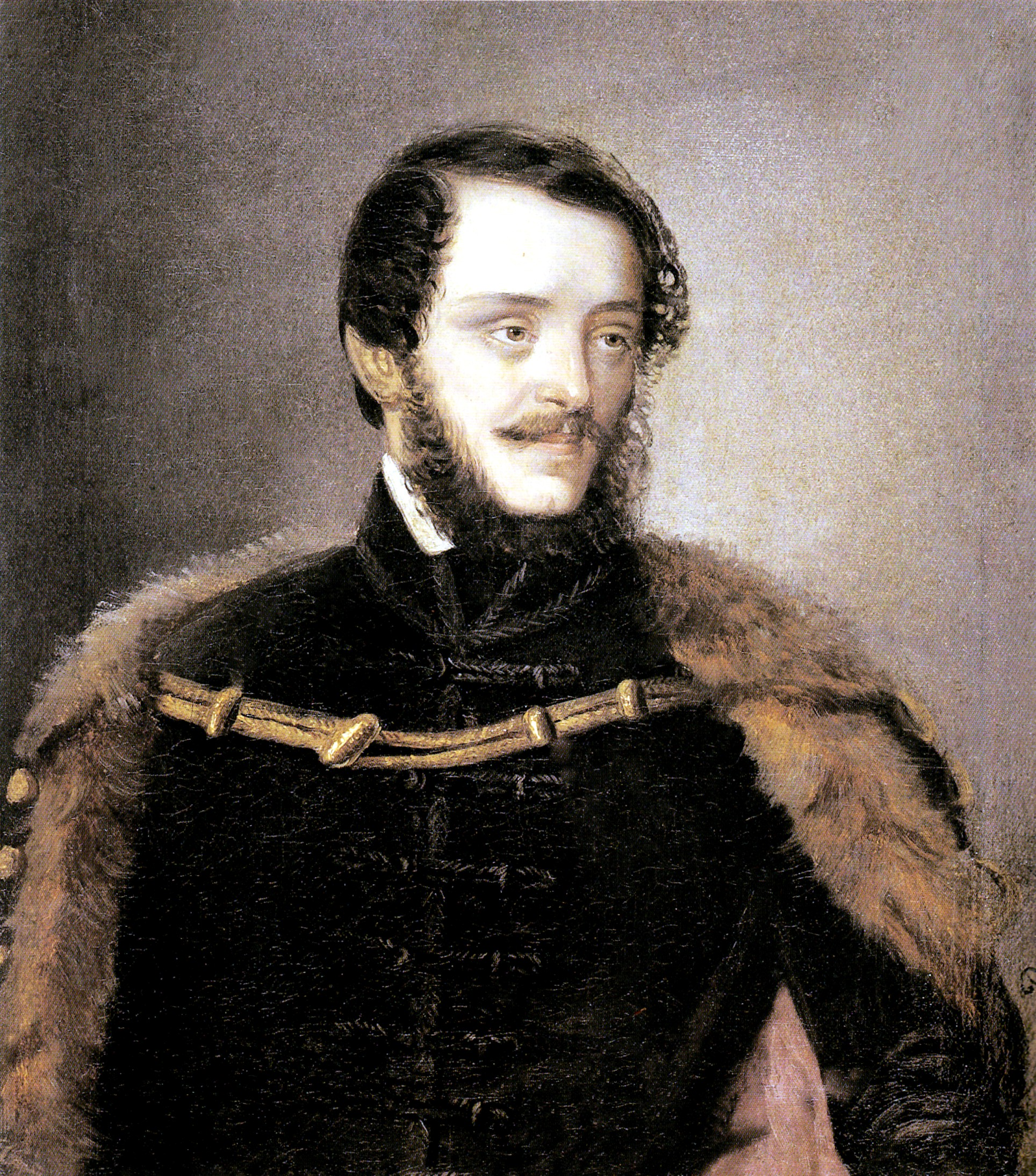
Портрет Лайоша Кошута
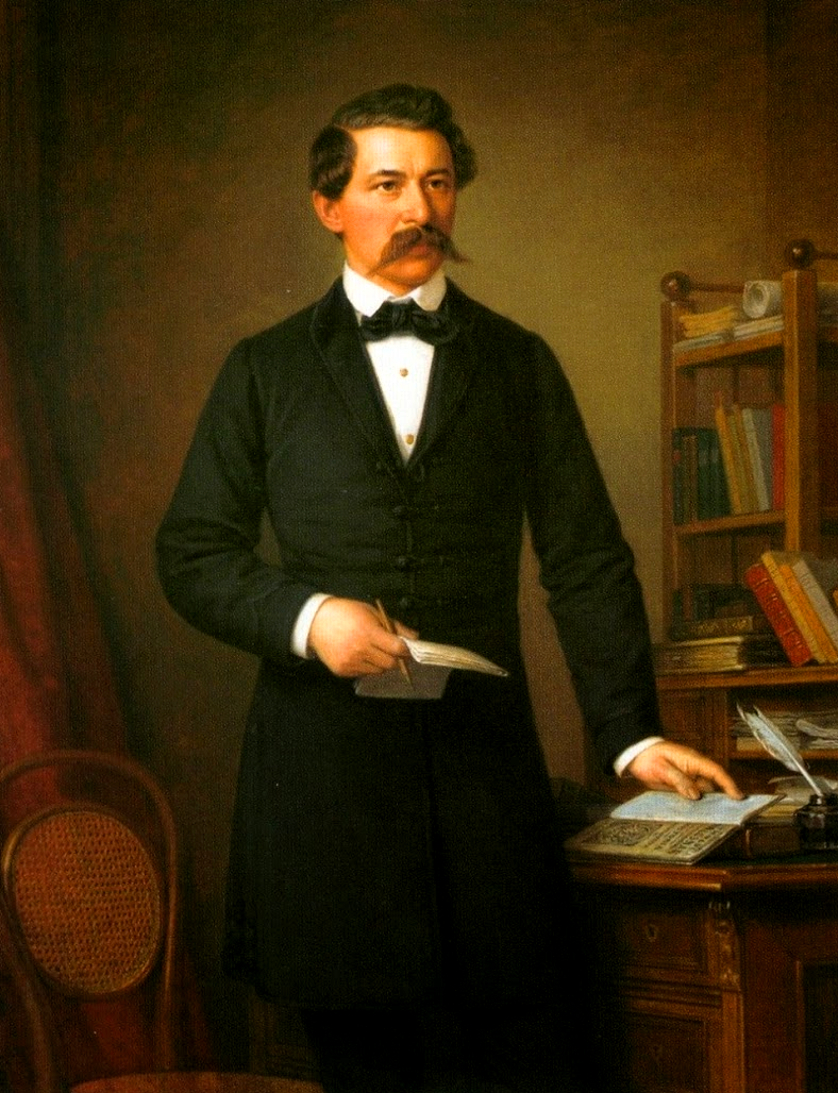
Портрет Яноша Араня
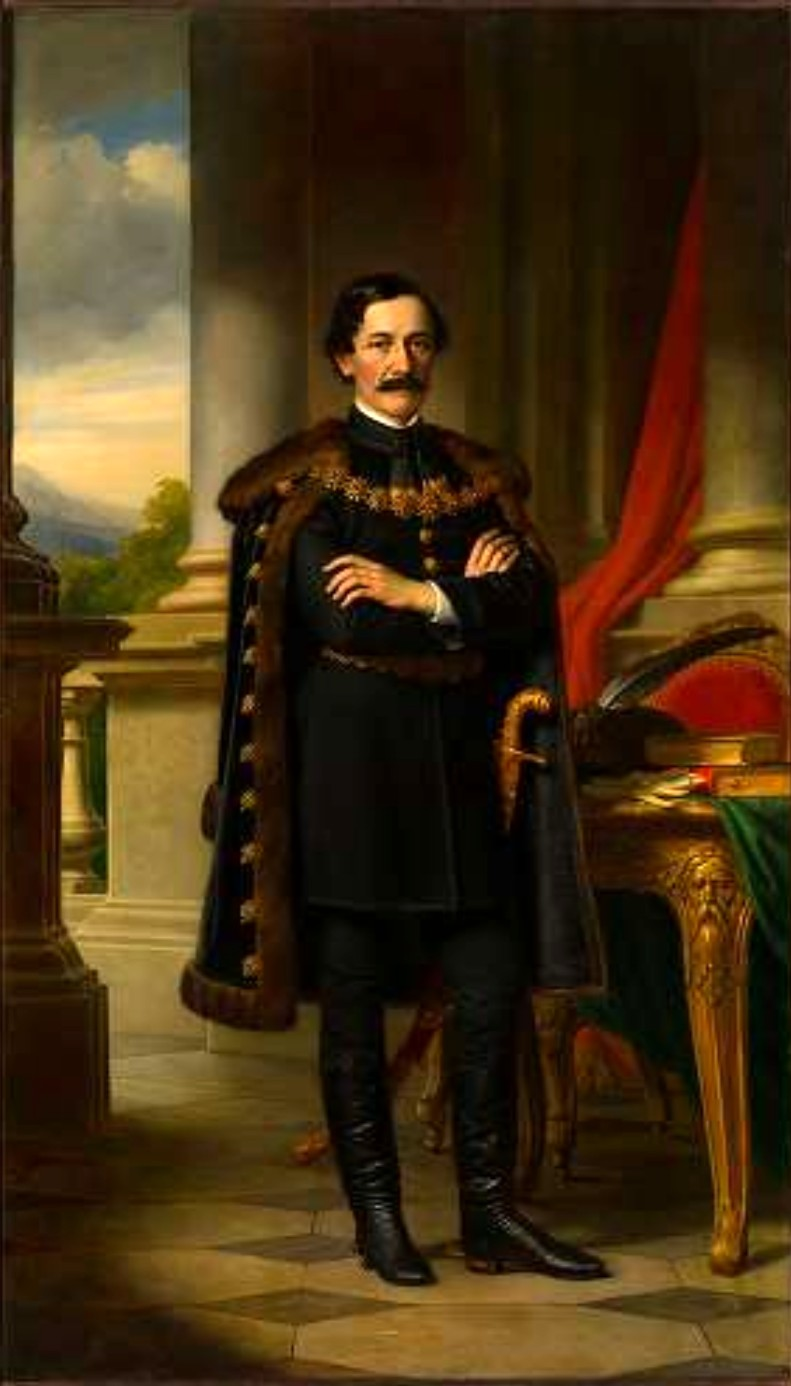
Портрет Ласло Телеки